# Alentujka
Alentujka (ros. Алентуйка) – wieś w Rosji, w Kraju Zabajkalskim, w rejonie chiłokskim. W 2010 liczyła 166 mieszkańców, w większości Buriatów.